# Pago Pago

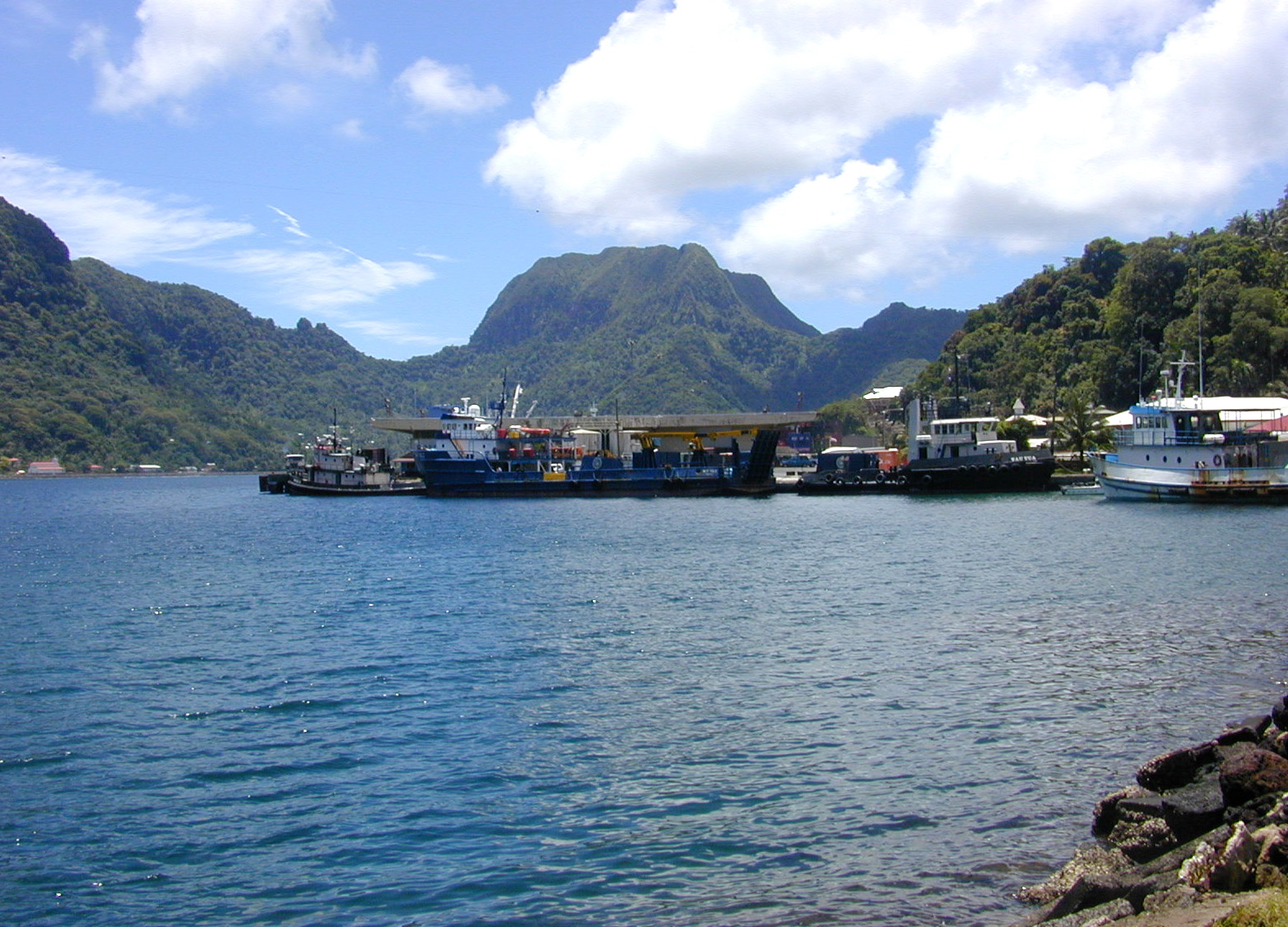
Portul Pago Pago

Pago Pago este capitala teritoriului Samoa Americană. În anul 2000, populația sa a fost de 11.500 locuitori. Satul face parte din "Aglomeratia urbană Pago Pago" care este situată de-a lungul portului Pago Pago, pe insula Tutuila. Din 1878 până în 1951, aceasta a fost o stație de reparații a Marinei SUA.